# Шон Фонтено
Шон Дарнелл Фонтено (англ. Shawn Darnell Fonteno, нар. 8 квітня 1968, Лос-Анджелес, Каліфорнія, США), також відомий як Solo — американський актор і репер. Він найбільш відомий завдяки ролі Франкліна Клінтона у відеогрі Grand Theft Auto V 2013 року. Окрім ролі Франкліна Клінтона, Фонтено знімався у фільмах, таких як Мийка.
У 2021 році Фонтено та його колега по Grand Theft Auto V Слінк Джонсон зіграли ролі Франкліна Клінтона та Ламара Девіса відповідно у відтворенні катсцени з гри, де Ламар висміює Франкліна за його зачіску. Це сталося після того, як наприкінці 2020 року ця сцена знову стала популярною, коли на YouTube та інших відеохостингах з'явилися пародії на неї, в яких, як правило, модель персонажа Ламара замінювали іншими вигаданими героями, зокрема Дартом Вейдером, Вегетою та Білосніжкою. Пізніше того ж року Фонтено і Джонсон знову зіграли свої ролі у доповненні The Contract DLC для Grand Theft Auto Online, в якому віддали данину поваги оригінальній катсцені.
У 2022 році Фонтено опублікував мемуари під назвою Game Changer: My Journey From the Streets to Your Video Game Console (укр. Переломний момент: Моя подорож від вулиці до вашої ігрової приставки), де детально описує, як він залишив своє колишнє життя, де був членом банди, щоб стати актором.

## Особисте життя
Фонтено виріс у лос-анджелеському районі Ваттс. У нього є донька, яку звати Брія. Фонтено також є двоюрідним братом актора і репера Young Maylay, який озвучував Карла Джонсона в грі Grand Theft Auto: San Andreas. Зараз він проживає в Атланті, штат Джорджія.

## Фільмографія

### Фільми
| Рік  | Назва      | Роль   | Примітки |
| ---- | ---------- | ------ | -------- |
| 2000 | 3 Strikes  | Біг Мо |          |
| 2001 | The Wash   | Фейс   |          |
| 2017 | Grow House | Бем    |          |

### Телебачення
| Рік  | Назва        | Роль                     | Примітки                          |
| ---- | ------------ | ------------------------ | --------------------------------- |
| 2015 | Messyourself | Франклін Клінтон (голос) | Епізод: «GTA V with Oculus Rift!» |

### Відеоігри
| Рік  | Назва                         | Роль                             | Примітки                                   |
| ---- | ----------------------------- | -------------------------------- | ------------------------------------------ |
| 2004 | Grand Theft Auto: San Andreas | Член банди Grove Street Families | Озвучка - у титрах підписаний як Solo      |
| 2013 | Grand Theft Auto V            | Франклін Клінтон                 | Озвучка і захоплення руху                  |
| 2021 | Grand Theft Auto Online       | Франклін Клінтон                 | Озвучка і захоплення руху The Contract DLC |